# Rödräv

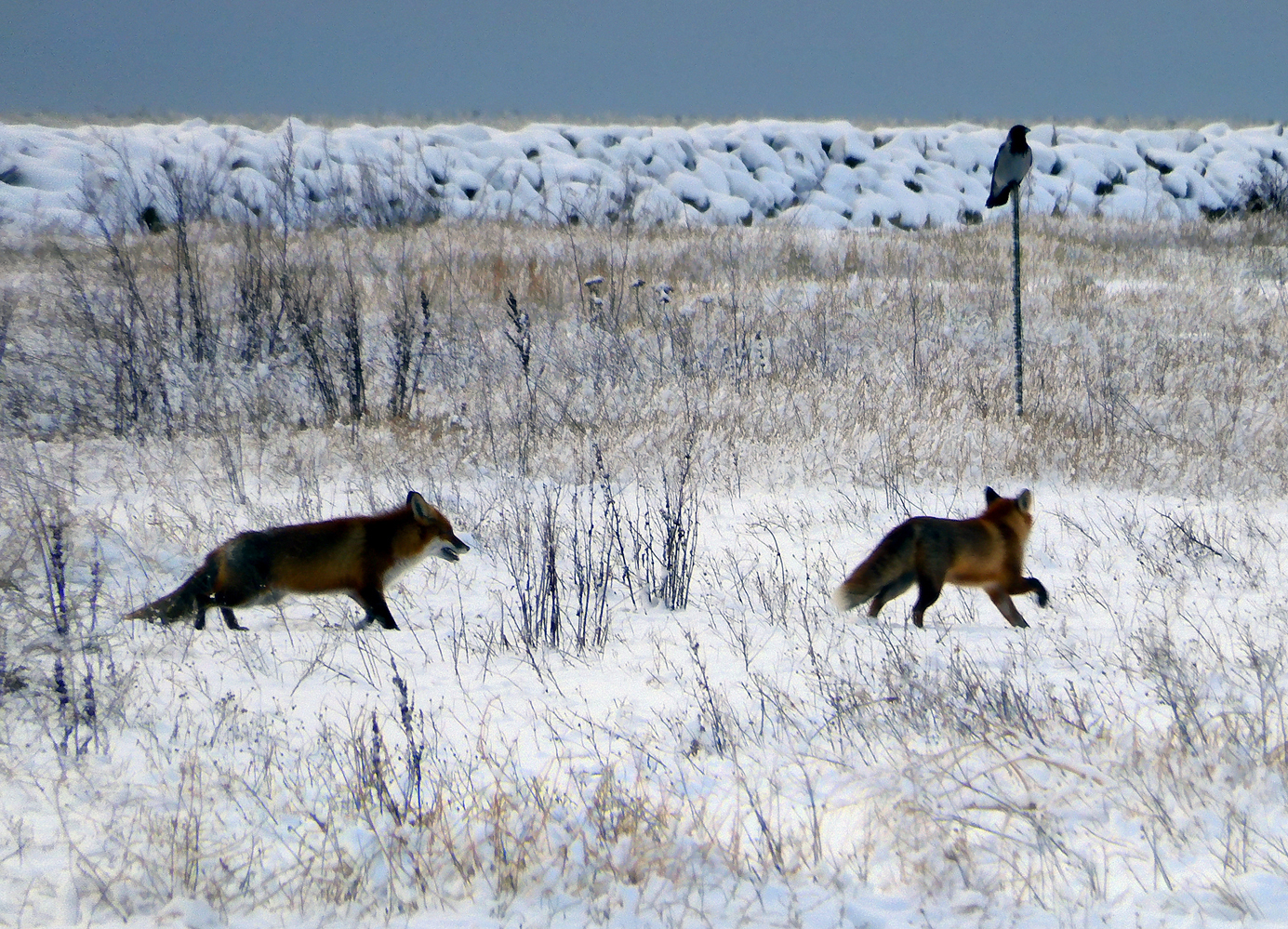
Två ungrävar leker i snön.

Rödräv eller vanlig räv (Vulpes vulpes) är ett hunddjur och den mest förekommande arten i rävsläktet (Vulpes). Den förekommer i stora delar av Palearktis och Nearktis och i mycket mindre utsträckning i Afrika. I modern tid har den också spridits till Australien. 

## Utseende, fältkännetecken och läte
Rödräven har en kroppslängd på ungefär 75 cm, och till detta kommer en 40 cm lång svans. En vuxen hane väger omkring 8 kg och en vuxen hona cirka 6,5 kg. Den har rödfärgad rygg och vit buk. Färgerna varierar lite mellan gulrött och mörkt rödbrunt respektive mellan vitt och silvergrått. I närheten av fötterna är räven svart. Vanligen har den yviga svansen en vit spets. Under hösten blir rödrävens päls längre. Den så kallade vinterpälsen håller djuret varmt under den kallare årstiden. I början av våren fäller räven och skiftar till en kortare sommarpäls.
Rävens genetik har främst studerats på rävfarmar. Studierna har rört vilka anlag som styr pälsens färg och kvalitet, samt hur dessa egenskaper hänger samman med andra egenskaper som t ex kroppsstorlek. Det har också visats att fyra olika anlag bestämmer pälsfärgen. Silverräv och rödräv utgör extremer och korsräv är en mellanform.
Den skiljs lätt från fjällräven genom både färg och storlek, men även genom de stora och spetsiga öronen, som ungefär är av huvudets halva längd, samt på tårnas nakna trampdynor.
Arten har i överkäken per sida tre framtänder, en hörntand, fyra premolarer och två molarer. I underkäken förekommer ytterligare en molar per sida, alltså 42 tänder i hela tanduppsättningen. Honor har fyra par spenar vid bukens sidor. Liksom flera andra hunddjur har rödräven doftkörtlar på svansens ovansida där svansen möter bålen. Doftkörteln har hos arten en oval form. Rödräven markerar dessutom klippor, trädstammar, staketstolpar och andra föremål i reviret med urin.

### Läte
Rävens vanliga läte är ett hest och kort tjut eller stundom ett kort skällande, som slutar med ett längre tjut. Dessutom morrar den och har även ett starkt fräsande eller harklande ljud. En rödräv har upp till 28 olika läten.

## Utbredning och taxonomi
Rödräven förekommer i Europa, norra delar av Asien, i Nordamerika och i Afrika norr om Sahara, samt Egypten och norra Sudan. Under 1800-talet introducerades rödräven även till Australien.
Rödräven delas upp i en mängd underarter, för närvarande godkänns cirka 45 stycken.
Den skandinaviska rödräven har av vissa auktoriteter kategoriserats som underarten (V. v. septentrionalis) men många forskare anser att den inte skiljer sig tillräckligt och därför klassas V. v. septentrionalis oftast som synonym till nominatformen V. v. vulpes. Den japanska rödräven (japanska: Kitsune) förekommer i två underarter: V. v. japonica som förekommer på Honshū och den nordliga V. v. schrencki som förekommer på Hokkaidō.

### Fler underarter
Ett flertal underarter blev beskrivna. Den taxonomiska avhandlingen Mammal Species of the World från 2005 listar 45 underarter. Utbredning enligt Canids of the World (2018).

- V. v. vulpes
- V. v. abietorum, främst British Columbia i Kanada
- V. v. alascensis, Alaska och angränsande regioner av Kanada
- V. v. alpherakyi, kring Kaspiska havet
- V. v. anatolica, i Turkiet, den är lite mer gulaktig
- V. v. arabica, på Arabiska halvön, den är mindre än europeeiska underarter och har särskild långa öron
- V. v. atlantica, norr om Atlasbergens östra del
- V. v. bangsi
- V. v. barbara, norr om Atlasbergens västra del
- V. v. beringiana, i Ryssland öster om delrepubliken Sacha
- V. v. cascadensis, i Kaskadbergen i Nordamerika
- V. v. caucasica, i Kaukasus och Ukraina samt lite längre norrut i Ryssland
- V. v. crucigera, i Centraleuropa och Rysslands västra del, inte i Norge, Sverige och västra Finland, blev inför i Australien
- V. v. daurica, i nordöstra Kina och östra Mongoliet
- V. v. deletrix
- V. v. dolichocrania, i nordöstra Kina
- V. v. dorsalis
- V. v. flavescens, i Iran, Irak och i angränsande regioner, den är lite mer gulaktig
- V. v. fulvus, sydöstra Nordamerika, den listas ibland som art där även andra nordamerikanska underarter ingår
- V. v. griffithi, i Afghanistan och Kashmir
- V. v. harrimani
- V. v. hoole
- V. v. ichnusae
- V. v. indutus, på Cypern
- V. v. jakutensis, i den ryska delrepubliken Sacha
- V. v. japonica, i Japan, förutom Hokkaido
- V. v. karagan, från Kazakstan till Mongoliet
- V. v. kenaiensis
- V. v. kurdistanica, söder om Kaukasus
- V. v. macroura, i Klippiga bergen i Nordamerika
- V. v. montana, i Himalaya och angränsande bergstrakter
- V. v. necator
- V. v. niloticus
- V. v. ochroxantha, bergstrakten Tianshan
- V. v. palaestina, i Palestina
- V. v. peculiosa, på Koreahalvön
- V. v. pusilla
- V. v. regalis
- V. v. rubricosa, nordöstra Nordamerika
- V. v. schrenckii, på Hokkaido i Japan
- V. v. silacea, på Iberiska halvön
- V. v. splendidissima på Hokkaido i Japan
- V. v. stepensis
- V. v. tobolica
- V. v. tschiliensis

## Ekologi

### Biotop
Arten ställer inga större biotopkrav och förekommer därför i en mängd olika miljöer som skogsmark, ängsmark, åkermark och i städer. Man har observerat rödräv i städer sedan 1940-talet. Denna utveckling iakttogs först i Storbritannien. Landets rävpopulation ökade efter kriget så mycket att unga rävar var tvungna att leta efter nya habitat. Rödrävar i tätbebyggda samhällen medför både för- och nackdelar. De rensar staden från as samt kaniner och råttor som anses vara ohyra, men dödar även husdjur eller fåglar i djurparker som inte är tillräckligt skyddade.

### Föda

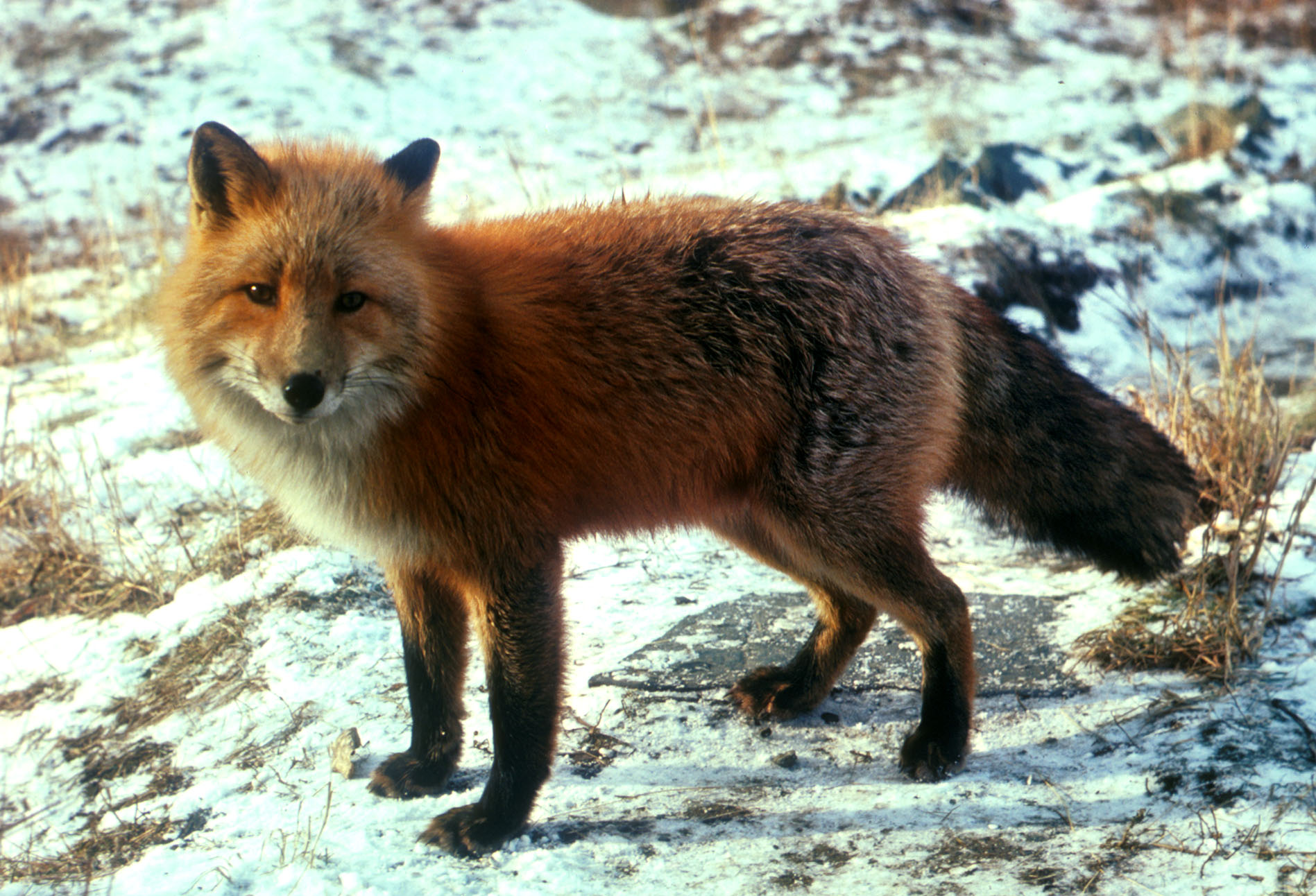
Rödräv om vintern.

Rödrävar är omnivorer. De är vanligtvis aktiva under gryningen och natten. Födan är huvudsakligen gnagare, men de äter även växter och as. Rävar jagar möss, harar, höns och fiskar och tar även ägg från olika fåglar. De tar även rådjurskid och mer sällan ungar från vildsvin eller vuxna rådjur. Lodjur lämnar en ansenlig mängd kadaver efter sig och räven är asätare. Som exempel kan nämnas att lodjur lämnar kvar cirka hälften av ett slaget rådjur. Rådjurskött utgör en viktig födokälla för räven under vintern. I nödsituationer äter de till och med grodor. I närheten av människans bostäder livnär sig räven i större mått av organiskt avfall. Till växterna som ingår i födan räknas gräs, arter av starrsläktet, frukter som hamnade på marken, stamknöl från olika plantor och bär.
Vid jakt efter möss eller sorkar står räven ofta stilla och fokuserar på ett hål eller grästuva, och hoppar sedan blixtsnabbt på bytet när det uppenbarar sig.

### Revir
Ett revir för en rödräv är mellan 5 och 20 km² stort och de stora reviren finns främst i Eurasiens barrskogsregioner. Räven markerar sitt revir vid flera ställen med avföring och urin. I revirets centrum ligger grytet. Oftast gräver räven inte själv utan den övertar boet från grävlingar eller kaniner. Bredvid huvudingången skapar räven flera flyktgångar som används vid fara. Grytet används i många generationer. Revirets storlek och avståndet mellan de olika reviren är avhängigt av landskapets utseende, tillgången till föda och antalet platser som är rätt beskaffade för att bygga ett gryt.

### Fortplantning
Stora delar av året lever varje individ ensam. Parningstiden ligger, i Centraleuropa, mellan januari och februari och varierar med ungefär fyra veckor mellan sydligare trakter och Nordeuropa. En hona parar sig vanligtvis med flera hanar. Efter parningen stannar en hane hos honan och är behjälplig med ungarnas försörjning.
Efter dräktigheten, som varar i ungefär tre månader, föder honan vanligtvis tre till fem ungar, i sällsynta fall bara en eller upp till tretton valpar. De 80 till 160 gram stora ungarna är vid födelsen blinda och har en ullig gråbrun päls. Efter 12 till 14 dagar öppnar de ögonen för första gången. Ungarna diar i fyra till sex veckor och lämnar grytet efter cirka en månad för korta utflykter. Den vuxna hanen hjälper till genom att skaffa föda. Om honan dör, händer det ibland att hanen övertar ansvaret. Äldre ungar matas även med föda som delvis passerat moderns eller faderns matspjälkningssystem och sedan spottas ut. Föräldrarna överlämnar dessutom halvdöda bytesdjur till ungarna så att de kan lära sig jaga genom lek. Efter fyra månader är ungarna självständiga. De blir könsmogna vid tio månaders ålder och lämnar honan helt efter ett år. 
Livslängden i fångenskap ligger vid 14 år och några individer blir lite äldre. Vilda exemplar lever sällan längre än fyra år. En rödräv dör vanligen på grund av sjukdom, i samband med en trafikolycka eller  dödas avsiktligt av människor.
I de norra delarna av Sverige är det vanligt att rävar lever i par, möjligen för att tillgången på mat är sämre än längre söderut. Det är inte heller ovanligt att räven lever i en familjegrupp, med en hona och hane och eventuella extrahonor. Extrahonorna hjälper till att fostra rävvalparna och kan även de (utöver hanen) ta över ansvaret för valparna om honan skulle dö. De extra honorna är ofta parets döttrar från tidigare kullar och kan vara så många som tre stycken.

## Status och hot
Till rödrävens naturliga fiender räknas varg, lodjur och kungsörn men antalet fällda individer är jämförelsevis lågt. Hotet har särskilt liten betydelse i mellersta Europa på grund av att dessa djur där förekommer med få individer. Däremot blir unga rävar ibland offer för berguvar. Lodjur prederar på räv, både på vuxna produktiva djur och valpar. Räv och lodjur delar viktiga bytesdjur, främst rådjur, hare och skogsfågel. Det största hotet mot rödräven är människan i form av jakt och trafik. 
Till fienderna kan även räknas olika parasiter och smittsjukdomar. Rödräven är mycket känslig för blöta och kalla väderförhållanden. Nästan en tredjedel av alla ungdjuren dör i smittosjukdomar. Den allvarligaste parasitsjukdomen är rävskabb.
På flera ställen, speciellt i Norden, ökade rödrävens bestånd närmast explosionsartat under perioden 1950-1980. Den ökningen förklaras ibland med bristen på naturliga fiender, men denna åsikt är omdiskuterad och skandinaviska forskare hänvisar till situationen i Danmark, där större rovdjur är utrotade sedan 1700-talet och där rävbeståndets ökning är likadan. Vissa anser att modernt lantbruk gav bättre villkor för smågnagare och därmed mer föda för räven, medan andra menar att ökade mängder slaktavfall som konsekvens till ökad avskjutning av älgar över flera år bidrog till situationen. Sedan 1980-talet har rävstammen minskat i stora delar av Sverige på grund av rävskabbens härjningar. Stammen återhämtar sig efter en tid, men nya utbrott av sjukdomen kommer regelbundet. Vissa observationer tyder dock på att allt fler rävar blivit motståndskraftiga mot skabb.
Den introducerade rödrävsstammen i Australien har resulterat i stora miljöproblem. Där bekämpas den med gift.

## Rödräven och människan

### Jakt
Huvudartikel: Rävjakt
Rödrävars skinn var tidigare värdefullt. Jakt på räv var därför tidigare vanlig. Många startade även uppfödning av räv i mindre skala eller i rävfarmer. I pälsfarmer föder man upp en variant av rödräven som kallas silverräv med silveraktig päls. Numera har skinnet obetydligt värde. 
Jakten på räv sker i form av gryt-, drev-, klapp-, lock- samt vakjakt.
Rödräven är Europas största smittbärare av rabies. I Västeuropa har man sedan 1980 minskat rabiesförekomsten hos rödräven genom att utfodra vilda rävar med bete preparerat med vaccin.
I Storbritannien var räven fram till förbudet som kom 2005 det viktigaste föremålet för parforsjakt, varvid ett stort antal drivande hundar (foxhounds) används och jägarskaran till häst följer jakten, tills räven togs av hundarna. 

#### Jakt i Sverige
I Sverige får jakt ske från 1 augusti fram till den siste februari i södra Sverige och till 15 april i norra Sverige. Varje år skjuts cirka 70 000 rödrävar i Sverige. Jakten bedrivs vanligen som vakjakt, drevjakt med hund, lockjakt, grytjakt med särskilt tränad hund eller genom fällfångst samt i enstaka fall genom klappjakt. I Sverige får jakt på rödräven bedrivas året om under särskilda förutsättningar som definieras i jaktförordningens bilaga 4. I den framgår att även årsungar av rödräv får jagas året runt. Skyddsjakt i fjällområdet bedrivs bland annat på länsstyrelsens initiativ i syfte att öka fjällrävens och fjällgåsens överlevnad.

### Kulturhistoria
I många berättelser och sagor beskrivs räven som klok och listig. Den japanska rödräven "Kita kitsune" spelar en framträdande roll i japansk mytologi. Rävens förekomst i fabler har gett upphov till uttrycket "Surt sa räven".

## Galleri

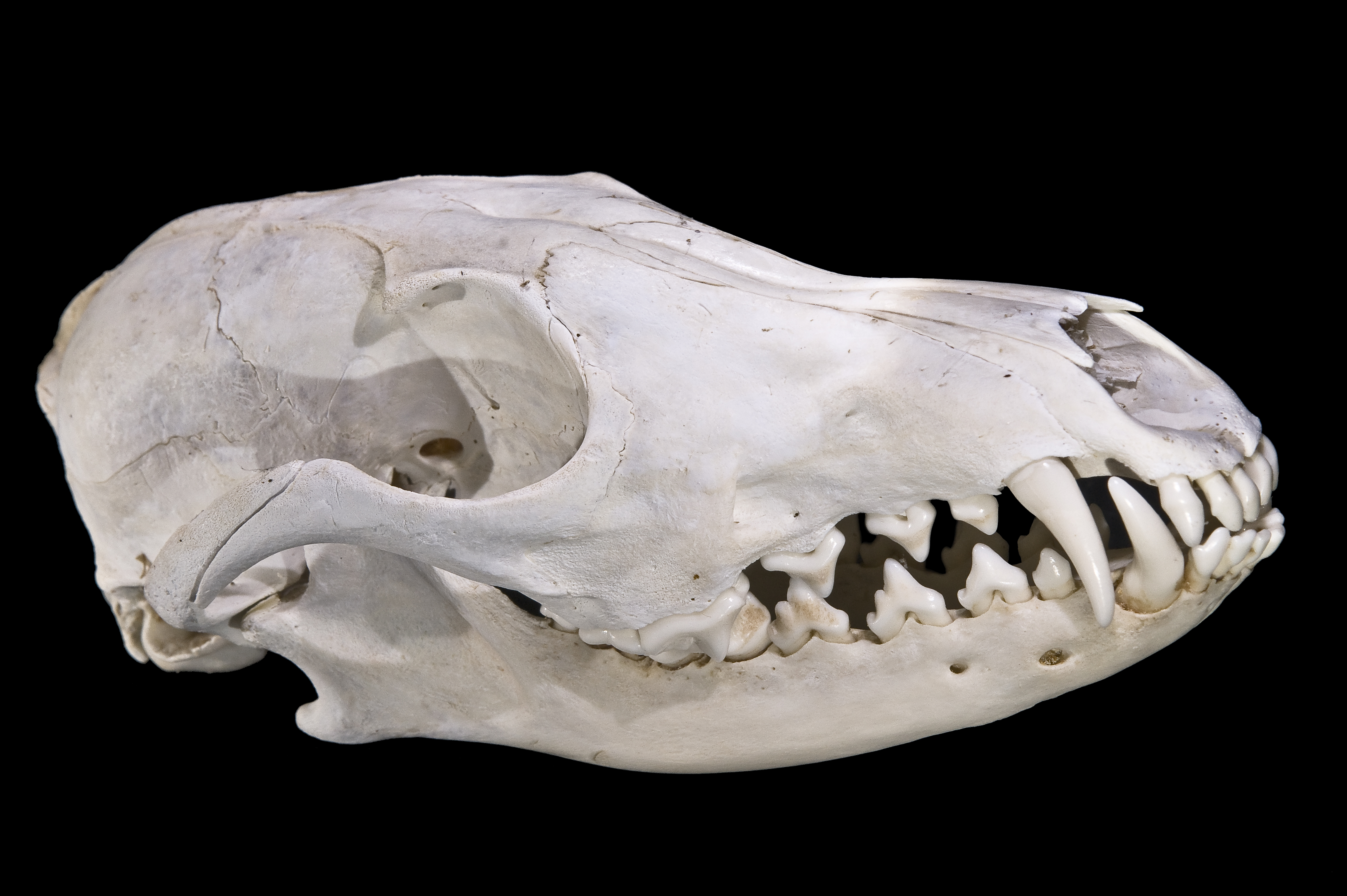
Kranium av Vulpes vulpes
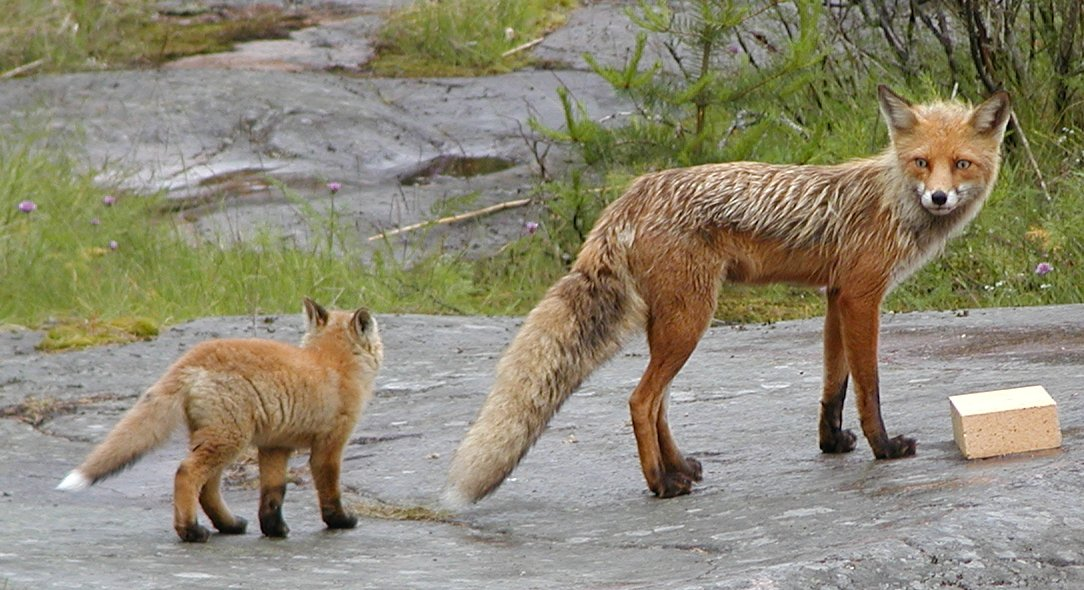
Adult rödräv med unge.
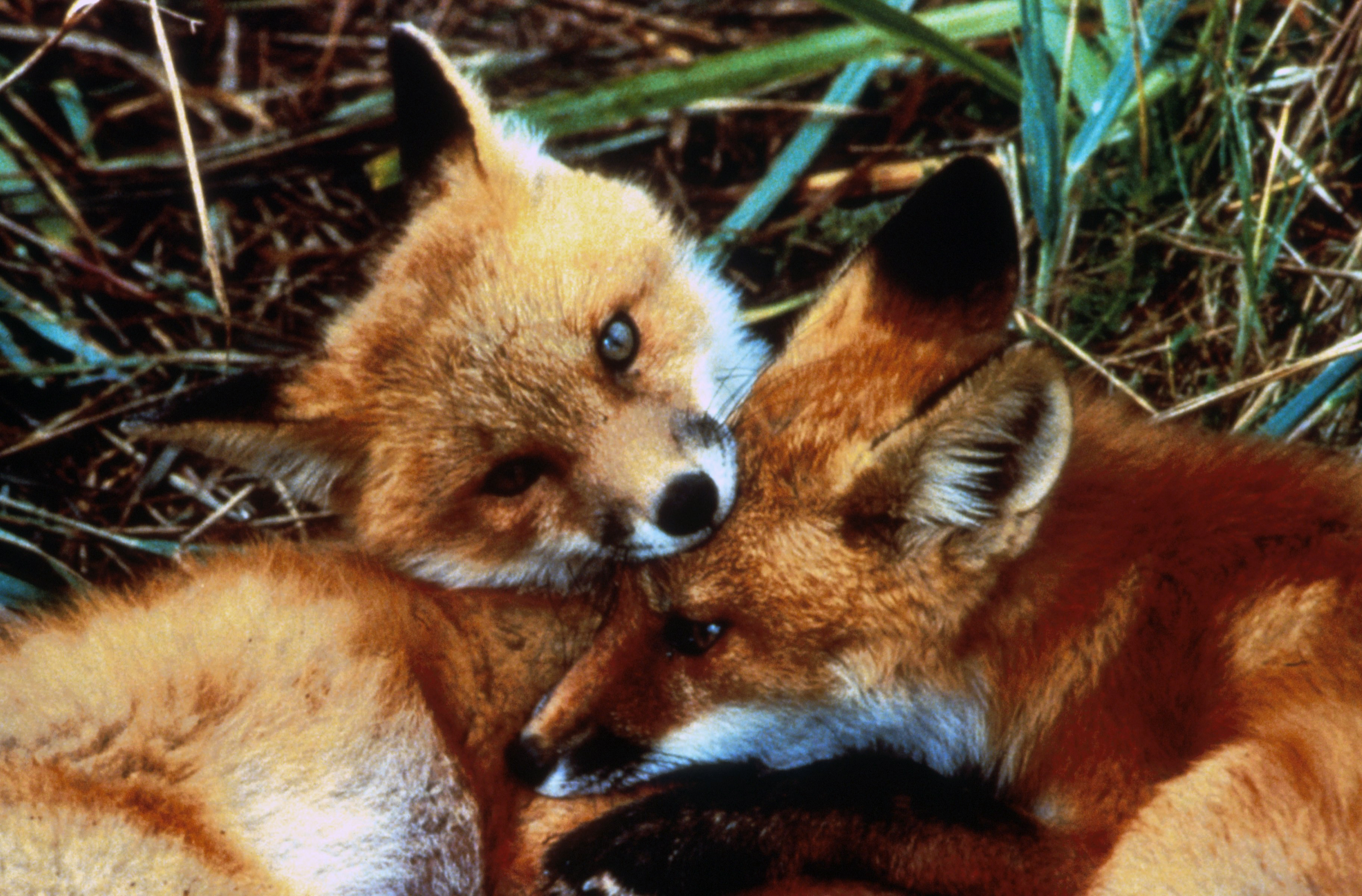
Rävvalpar
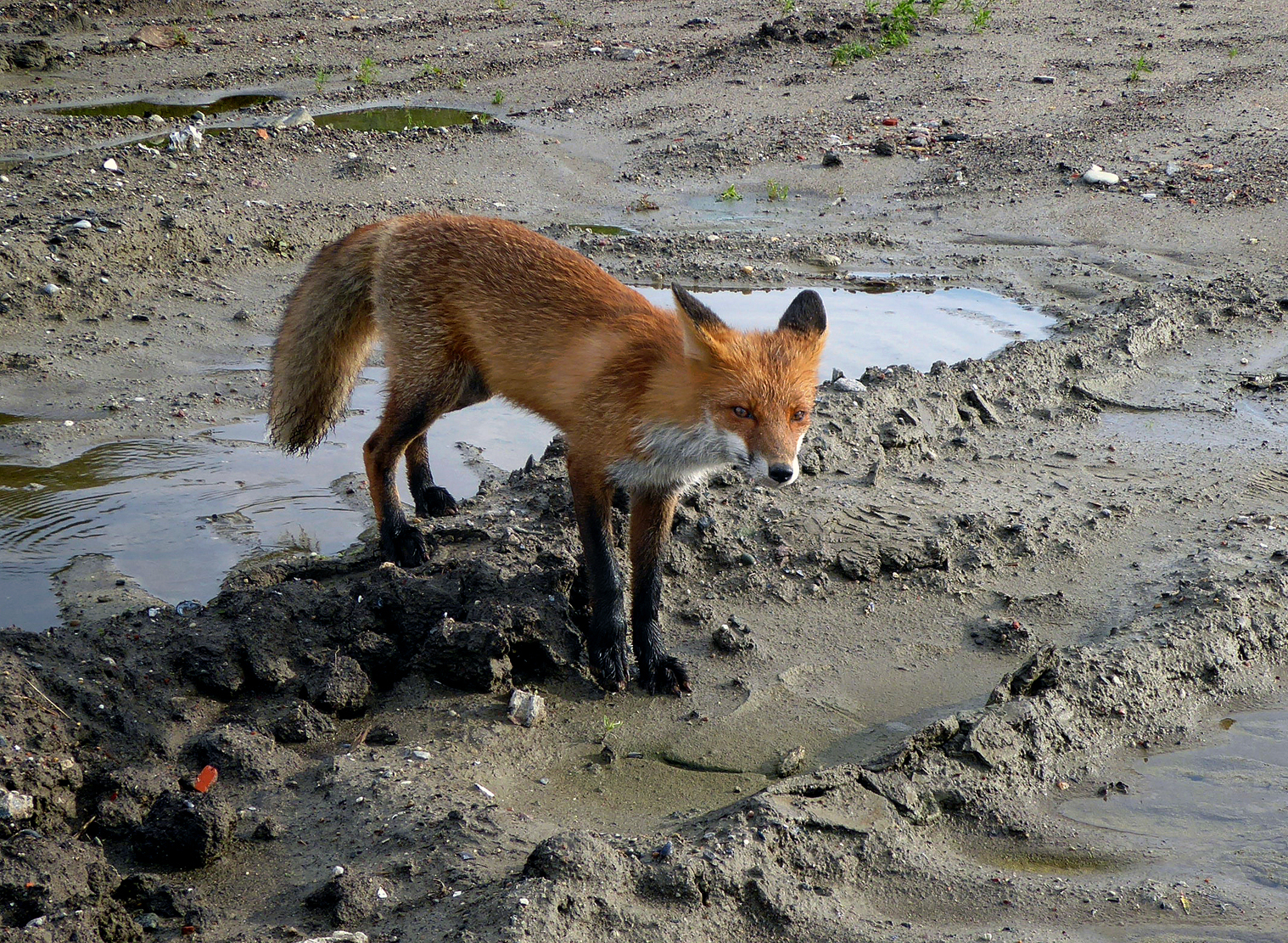
Rödräv.
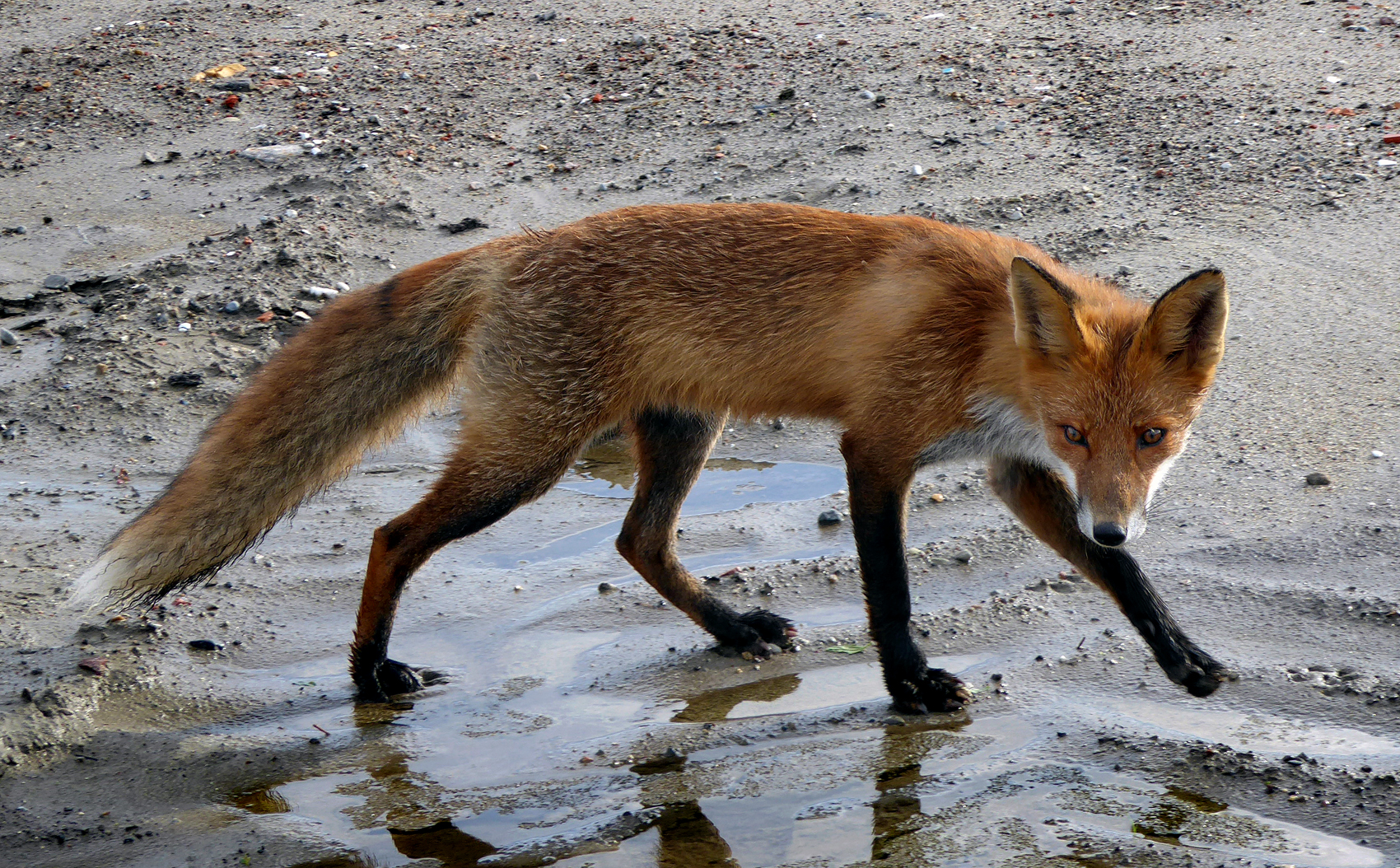
Rödräv.